# Kup, Madžarska
Kup je vas na Madžarskem, ki upravno spada pod podregijo Pápai Županije Veszprém.